# ハッピーシーダー

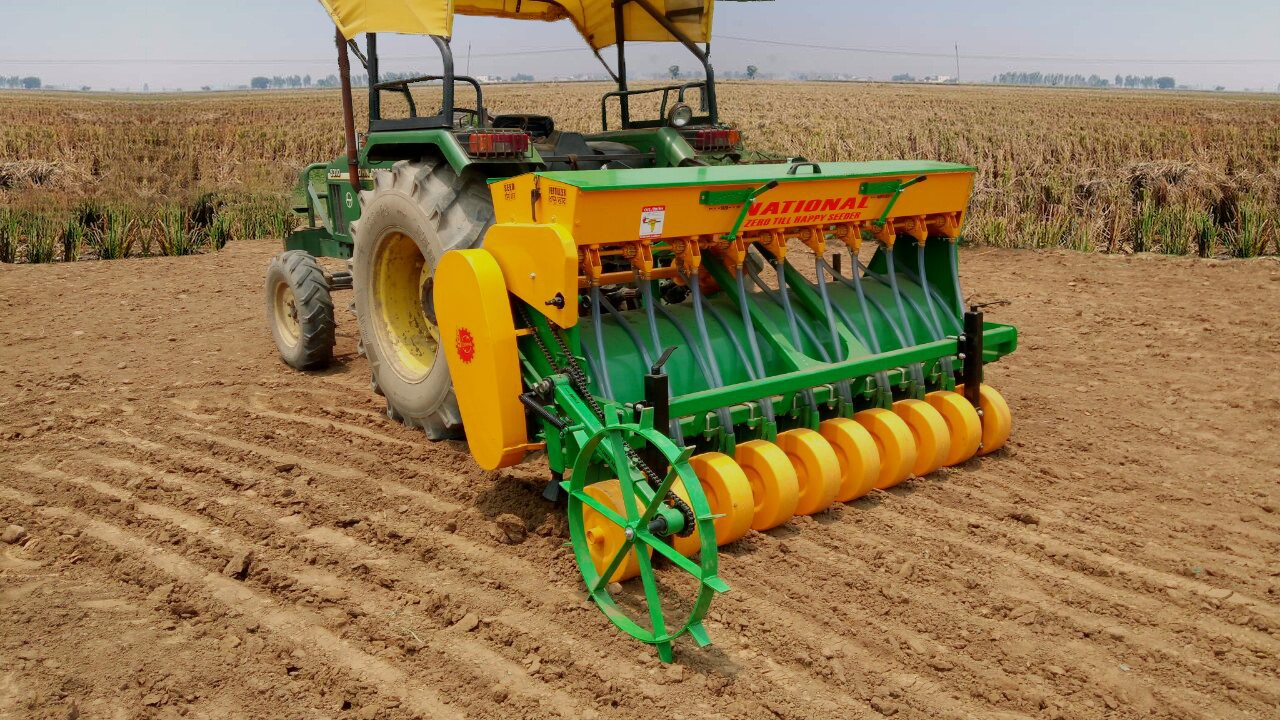
ハッピーシーダー

ハッピーシーダー (英語: Happy seeder)とは、不耕起栽培に使われる農機具である（不耕起播種機）。
前部に鋭い回転刃（チョッパー）を備えており、稲などの収穫後に残る刈株（作物残渣）をその場で裁断処理し、そこに直接麦などの次の作物を植え付けることができる。

## 概要
作物残渣の焼却あるいは耕起による処分を行わずに済むため、一般的な農業に比較して土壌劣化や大気汚染などの環境負荷を大幅に低減できる。
ハッピーシーダーの使用は農業と野焼きによる大気汚染の解決および、持続可能な農業の構築に役立つとみなされ、インドなどの野焼きによる大気汚染が深刻な地域では政府による国策としてハッピーシーダーへの補助金が設定され導入が支援されている。
しかし、導入には資本が必要であることや、野焼きに対する罰則が弱いことなどから農家が積極的に導入するインセンティブが少なく、普及は進んでいないのが現状である。